# Салаватов, Салават Магомедович
Салават Магомедович Салаватов (21 мая 1922, Буйнакск, Дагестан — 5 июля 2005, Москва) — советский, российский художник — график и живописец, иллюстратор книг, член Союза художников СССР, заслуженный художник РСФСР, Народный художник Дагестана. Ветеран ВОВ. Кавалер Ордена Отечественной войны II степени. Кавалер Ордена «Знак Почёта».

## Биография
Родился в Дагестане в городе Буйнакске 21 мая 1922 года в семье рабочего-полиграфиста. Учился в школе до 1940 года. В школьные годы С. М. Салаватов посещал студию изобразительного искусства при Доме художественного воспитания детей. Позже студию при Министерстве культуры Дагестана у заслуженного деятеля искусств Дагестана Дмитрия Капаницына. Ещё в детстве С. М. Салаватов стал лауреатом Международного конкурса детского рисунка в Японии. В 1937 году на Международной выставке детского рисунка во Франции в Париже экспонировались акварели «Из аула Чиркей», а его иллюстрации к ранним произведениям М. Горького завоевали второе место на Всероссийском конкурсе книжной графики. Участвовал в ВОВ, был тяжело ранен при освобождении Донбасса. На войне в письмах близким родственникам художник отправлял нарисованные в окопах карандашом зарисовки тяжёлых фронтовых дорог. В военные годы рисовал много карикатур, листовок и плакатов, в которых высмеивал нацистских оккупантов. Большое внимание уделял оформлению книг, особенно иллюстрациям к сатирическим произведениям.
С конца 1944 года Салаватов работал художником-декоратором в Русском драматическом театре, сотрудничал с республиканскими газетами и книжными издательствами Дагестана. Специалисты считают его основоположником дагестанской книжной графики. С 1950 года участник всех выставок изобразительного искусства в Дагестане, зональных, всероссийских. До 1952 года работал художником и художественным редактором в газете «Дагестанская правда». С 1961 по 1967 годы — председатель Правления Союза художников Дагестана. В шестидесятые годы двадцатого столетия Салаватова называли мастером пейзажа. Как иллюстратор он участвовал в международной выставке книг в Берлине. За заслуги в искусстве награждён орденом «Знак Почёта», присвоены почётные звания «Заслуженный художник РСФСР», «Народный художник Дагестана».
В 1968 и 1972 годах в Центральном доме работников искусств прошли персональные выставки работ, а в Центральном доме журналистов 3 тематические персональные выставки. В 1973 году Салаватов переехал жить в Москву, продолжая при этом сотрудничать с Союзом художников Дагестана. Именно к этому периоду относится серия портретов аварского поэта Гамзата Цадасы. Продолжительное время работал в московском издательстве «Планета», как главный художник-иллюстратор. После продолжил работу в Московских общеобразовательных школах. Последнее место работы — московский лицей на метро «Коломенская», вёл изо кружок, оформлял и занимался реставрацией стен внутри школы, где осталось много его работ. Ушёл из жизни 5 июля 2005 года, похоронен в Москве. В 2006 году в московской школе № 514 была открыта художественная галерея им. С. М. Салаватова. В 2017 году указом Главы Республики Дагестан об увековечивании памяти Салавата Магомедовича Салаватова, на стене дома № 3 по улице Коркмасова в Махачкале памяти народного художника установлена мемориальная плита.

### Семья
- Жена — Тамара Константиновна Салаватова (род. 05 ноября 1930), филолог по специальности, окончила филологический факультет ДГУ.
- Старшая дочь — Инесса Салаватовна Салаватова (Мугутдинова), врач акушер-гинеколог.
- Младшая дочь — Умият Салаватовна Салаватова (род. 13 января 1954), врач.
- Внучатый племянник — Нариман Камалудинович Дамаданов (род. 1975), художник.

## Творчество
В пейзажах Салаватова прослеживается влияние французского импрессионизма, а в его портретах — натурализм, присущий школе Делакруа. Помимо живописи маслом, художник работал в разных графических техниках: уголь, тушь, перо, пастель. В начале 1960-х годов занимался популярной тогда линогравюрой. Одной из любимых техник С. М. Салаватова была акварель, и именно в акварели С. М. Салаватов реализовал себя как мастер пейзажа. Пейзажам С. М. Салаватова свойственны цельность и монументальность. Его пейзажи всегда узнаваемы, ёмки и лаконичны. Помимо лирических пейзажей, мастер находил вдохновение и в сюжетах, типичных для советской эпохи: строительство плотины на Чиркейской ГЭС, камнедробилки. Но и тут он в первую очередь воспевал поражающие воображение ландшафты. В работах Салаватова сочетается несочетаемое: гуашь и акварель, покрытые лаком. Таким образом краски на водной основе создают эффект работы, написанной маслом. Художник использовал даже свойство мелованного картона не впитывать акварель, создавая этим приёмом удивительные цветовые переливы. Некоторые его акварели на грунтованном картоне своей лапидарной техникой напоминают линогравюры, а линогравюры иногда походят на акварель. Значительная коллекция работ С. М. Салаватова находится в собрании ДМИИ им. П. С. Гамзатовой. Салават Салаватов писал в дневнике: "…Для меня это не просто пейзажи. Каждый рисунок, каждая картина — это целая поэма. Я буду счастлив, что достиг своей цели, если человек, пришедший на мою выставку, задаст себе вопрос: «Что я сделал, чтобы эту красоту вокруг себя сохранить?».

## Список изданий и книг с иллюстрациями С. М. Салаватова

### Художественная, научно-популярная и справочная литература
- Горбач, В. Обычай прадедов храня. Фельетоны. — Махачкала: Дагкнигоиздат, 1955.
- Хуршилов, Магомед. Сулак — свидетель. Роман. — Махачкала: Дагкнигоиздат, 1955.
- Яхьяев, Магомед-Султан. Серебряный карандаш. — Махачкала: Дагкнигоиздат, 1956.
- Цадаса, Гамзат. Сказка о зайце и льве. — Махачкала: Дагкнигоиздат, 1958.
- Художники Дагестана. Альбом. Сост. А. Рощин. — Ленинград: Изд.: Художник РСФСР, 1960.
- Султанов, Камиль. Лучи солнца. — Махачкала: Дагучпедгиз, 1962.
- Искусство и литература Дагестана. — Махачкала: Дагкнигоиздат, 1963.
- Грунин, М. Литературный Дагестан. Сборник произведений дагестанских авторов. — Махачкала: Дагкнигоиздат, 1964.
- Алиева, Ф. Пахарь и Земля. — Махачкала: Дагучпедгиз, 1966.
- Гусейнов, И. Коммунист. Поэмы. — Махачкала: Дагкнигоиздат, 1966.
- Изгияев, Сергей. Думы поэта. — Махачкала: Дагкнигоиздат, 1966.
- Рафф, Елизавета Семеновна. Космический джигит. Стихи. — Махачкала: Дагучпедгиз, 1966.
- Агапов Ф. А. По следам Кирова. — Махачкала: Дагкнигоиздат, 1968.
- Курбанов, Амир. Пьесы. — Махачкала: Дагкнигоиздат, 1968.
- Раджабов, Абдул. Настоящий мужчина. Стихи и басни. — Махачкала: Дагкнигоиздат, 1970.
- Расулов, Расул. Операция «Дагестан». — Махачкала: Дагкнигоиздат, 1973.
- Раджабов, Абдул. Живые капли. Рассказы. — Махачкала: Даг. кн. изд-во, 1974.
- Блюда азербайджанской кухни. — Москва: Изд-во Планета, 1974.
- Красуцкий И. К., Пригожин Ю. Г. Фотожурналист и время. — Москва: Изд-во Планета, 1975.
- Дагестанская чеканка. — Москва: Изд-во Планета, 1975.
- Обитатели Японского моря. Экскурсия в природу. — Москва: Изд-во Планета, 1977.
- Минералы. Экскурсия в природу. — Москва: Изд-во Планета, 1978.
- Кадрия. Стихи / Кадрия Темирбулатова. — Махачкала: Дагкнигоиздат, 1980.
- Жюль Верн. Таинственный остров. — Махачкала: Дагучпедгиз, 1981.
- Яхьяев, Магомед-Султан. Три солнца. — Махачкала: Дагкнигоиздат, 1981.
- Толстой, Лев. Как гуси Рим спасли. — Махачкала: Дагучпедгиз, 1982.
- Кайтагский, Ами. Мое поколение. — Махачкала: Дагкнигоиздат, 1982.
- Муртазалиева, Патимат Ибрагимовна. Золотой сундучок. — Махачкала: Даг. кн. изд-во, 1982.
- Абдурахманов, А. К. Пословицы и поговорки. — Махачкала: Даг. кн. изд-во, 1983.
- Шахтаманов, Омар-Гаджи. У родника. — Махачкала: Даг. кн. изд-во, 1983.
- Аминов, Магомед-Загид Амиршейхович. Моленье Меджнуна. — Махачкала: Даг. кн. изд-во, 1984.
- Григорьев, Игорь Николаевич. Жить будем. — Москва: Советская Россия, 1984.
- Бутаев, Магомед. Курклинский годекан. Юморист. миниатюры. — Махачкала: Даг. кн. изд-во, 1984.
- Вагидов, Абдулла Магомедович. День радуги. Рассказы и повести. — Махачкала: Даг. кн. изд-во, 1984.
- Магомедов, Б. Росинки на траве: Сборник стихов. — Махачкала: Дагкнигоиздат, 1984.
- Аткай. В кругу друзей. Стихи и поэмы. — Махачкала: Даг. кн. изд-во, 1985.
- Алиева, Фазу Гамзатовна. Два персика. — Махачкала: Даг. кн. изд-во, 1985.
- Гусейнов, И. Будущее. Стихи и поэмы. — Махачкала: Дагкнигоиздат, 1985.
- Керимов, Ибрагим Абдулкеримович. Пшеничные зерна. — Махачкала: Даг. кн. изд-во, 1985.
- Магомедов, Бадрутдин. Радость. Стихи. Поэмы. — Махачкала: Даг. кн. изд-во, 1985.
- Магомедов, Муса Магомедович. Долг. Повести. — Махачкала: Даг. кн. изд-во, 1986.
- Тагиров, Абакар. Рассвет в горах. — Махачкала: Даг. кн. изд-во, 1986.
- Яралиев, Якуб. На ветру. — Махачкала: Даг. кн. изд-во, 1986.
- Гази, Амир. Птица любви. Стихи. — Махачкала: Даг. кн. изд-во, 1987.
- Кулунчакова, Бийке. Поговорим на равных. Повести. — Махачкала: Дагкнигоиздат, 1987.
- Солтанбеков, Солтанбек. Я люблю вас, люди. Рассказы и очерки. — Махачкала: Даг. кн. изд-во, 1987.
- Абасил, Магомед. Легенды о любви. Трагедии. — Махачкала: Даг. кн. изд-во, 1988.
- Песня над Сунжей. Рассказы. — Махачкала: Даг. кн. изд-во, 1988.
- Салават Салаватов. Каталог к выставке. — Махачкала: Изд.: ДМИИ им. П. С. Гамзатовой, 2006.
- Дагирова Д. А. Художники Дагестана. Изобразительное искусство 1917—2007. — Махачкала: Издательство «Лотос», 2007.
- Искусство Дагестана в XX столетии. — Махачкала: Наука — Дагестан, 2012.
- Дагирова Д. А. Дербент в изобразительном искусстве. — Махачкала: Изд.: Министерство культуры Республики Дагестан, 2015[7][8][9].

### Учебная литература
- Гаджиев, М. М. Родная речь для 2-го класса. — Махачкала: Дагучпедгиз, 1957.
- Карпинская, Л. А., Волинская, В. И., Канарская, А. А. Родная речь для 3-го класса. — Махачкала: Дагучпедгиз, 1957.
- Магомедов, Р. Аварский язык. Грамматика для 3-го класса. — Махачкала: Дагучпедгиз, 1957.
- Омаров, С. Букварь. — Махачкала: Дагучпедгиз, 1957.
- Омаров, С. Родная речь для 1-го класса. — Махачкала: Дагучпедгиз, 1957.
- Саидов, М. С. Букварь. — Махачкала: Дагучпедгиз, 1957.
- Атаев, М. Лакский язык: грамматика для 2-го класса. — Махачкала: Дагучпедгиз, 1958.
- Гаджиев, М. М. Грамматика для 4-го класса. — Махачкала: Дагучпедгиз, 1958.
- Гаджиев, М. М., Гайдаров, Р. Родная речь для 1-го класса. — Махачкала: Дагучпедгиз, 1958.
- Гаджиев, Г. Букварь. — Махачкала: Дагучпедгиз, 1958.
- Курбанов, З. Мадиева, Г. И. — Родная речь для 2-го класса. — Махачкала: Дагучпедгиз, 1958.
- Мурклинский, Х. Родная речь для 2-го класса. — Махачкала: Дагучпедгиз, 1958.
- Муркилинский, Хаджи. Грамматика для 3-класса. — Махачкала: Дагучпедгиз, 1958.
- Омаров, С. Грамматика для 1-го класса. — Махачкала: Дагучпедгиз, 1958.
- Омаров, С. Грамматика для 2-го класса. — Махачкала: Дагучпедгиз, 1958.
- Шалбузов, Т. Табасаранский язык: грамматика для 3 класса. — Махачкала: Дагучпедгиз, 1958.
- Абдуллаев, С., Алиев, А. Родная речь для 2-го класса. — Махачкала: Дагучпедгиз, 1959.
- Алкадарский, А. К. Букварь. — Махачкала: Дагучпедгиз, 1959.
- Атаев, Б., Султанов, К. Родная речь для 2 класса. — Махачкала: Дагучпедгиз, 1959.
- Ахмедов, М. Родная речь для 4 класса. — Махачкала: Дагучпедгиз, 1959.
- Карпинская, Л. А., Волинская, В. И., Канарская, А. А. Родная речь для 3-го класса. — Махачкала: Дагучпедгиз, 1959.
- Кашкаев, Ш., Алиев, М. Родная речь для 1-го класса. — Махачкала: Дагучпедгиз, 1959.
- Керимов, И., Коркмасов, А. Родная речь для 4-го класса. — Махачкала: Дагучпедгиз, 1959.
- Микаилов, Ш. Родная речь для 3 класса. — Махачкала: Дагучпедгиз, 1959.
- Омаров, С. Родная речь для 1-го класса. — Махачкала: Дагучпедгиз, 1959.
- Омаров, С. Грамматика для 2-го класса. — Махачкала: Дагучпедгиз, 1959.
- Саидов, М. С. Букварь. — Махачкала: Дагучпедгиз, 1959.
- Саидов, М. Грамматика для 2-го класса. — Махачкала: Дагучпедгиз, 1959.
- Темирханов, М. Кумыкский язык: учебник для 1-го класса. — Махачкала: Дагучпедгиз, 1959.
- Шалбузов, Т. Букварь. — Махачкала: Дагучпедгиз, 1959.
- Ахмедов, М. Родная речь для 1-го класса. — Махачкала: Дагучпедгиз, 1960.
- Гажиев, Г. М., Жамалудинов, Г. Родная речь для 1 го класса на аварском языке. — Махачкала: Дагучпедгиз, 1960.
- Мурклинский, Х. Грамматика для 1-го класса на лакском языке. — Махачкала: Дагучпедгиз, 1960.
- Омаров, С. Родная речь для 1-го класса. — Махачкала: Дагучпедгиз, 1960.
- Хангишиев, М., Гафуров, М., Аткай, А. Родная речь для 3-го класса. — Махачкала: Дагучпедгиз, 1960.
- Абдуллаев, С., Алиев, А. Родная речь для 2-го класса. — Махачкала: Дагучпедгиз, 1961.
- Гаджиев, М. М. Грамматика для 4-го класса. — Махачкала: Дагучпедгиз, 1961.
- Гаджиев, А. Табасаранский язык: родная речь для 4-го класса. — Махачкала: Дагучпедгиз, 1961.
- Хангишиев, М., Гафуров, М., Аткай, А. Родная речь для 3-го класса. — Махачкала: Дагучпедгиз, 1961.
- Гунашев, А., Гаджиев, Х. Родная речь для 4-го класса. — Махачкала: Дагучпедгиз, 1962.
- Курбанов, З. Мадиева, Г. И. — Родная речь для 2-го класса. — Махачкала: Дагучпедгиз, 1962.
- Омаров, С. Грамматика для 2-го класса. — Махачкала: Дагучпедгиз, 1962.
- Рамазанов, Р. Родная речь для 3-го класса. — Махачкала: Дагучпедгиз, 1963.
- Шихалиев, Х. Табасаранский язык: для 3-го класса. — Махачкала: Дагучпедгиз, 1963.
- Саидов, М. Букварь. — Махачкала: Дагучпедгиз, 1964.
- Шалбузов, К. Табасаранский язык: для 2-го класса. — Махачкала: Дагучпедгиз, 1964.
- Саидов, М. Букварь. — Махачкала: Дагучпедгиз, 1965.
- Шихалиев, Х. Табасаранский язык: для 2-го класса. — Махачкала: Дагучпедгиз, 1966.
- Шихалиев, Х. Табасаранский язык: для 2-го класса. — Махачкала: Дагучпедгиз, 1968.
- Шихалиев, Х. Табасаранский язык: для 2-го класса. — Махачкала: Дагучпедгиз, 1969.
- Шихалиев, Х. Табасаранский язык: для 2-го класса. — Махачкала: Дагучпедгиз, 1971[8].

### Грампластинки
- Гамзатов Расул — Песнь о Дагестане (литературно-музыкальная композиция). — Фирма «Мелодия», 1985[10][11].

## Авторские статьи
- Салаватов С. Признание мастерства: Ю. Ф. Николаева. — Дагестанская правда, 1963.
- Салаватов С. Поэзия в керамике: работы Ф. Махмудова. — Дагестанская правда, 1975.

## Выставки
- 1937 — Международная выставка детского рисунка, Париж
- 1960 — Декада литературы и искусства Дагестана, Москва
- 1960—1969 — Международная выставка книг, Берлин
- 1968 — Выставка графики «Неделя изобразительного искусства РСФСР», Махачкала
- 1968 — «Художники Дагестана», Махачкала
- 1968 — Персональная выставка, ЦДРИ, Москва
- 1969 — Декада литературы и искусства Дагестана, Ленинград
- 1971 — Персональная выставка, ЦДЖ, Москва
- 1972 — Персональная выставка, ЦДЖ, Москва
- 1972 — Персональная выставка, ЦДРИ, Москва
- 1976 — Персональная выставка на заводе «Хроматрон», Москва
- 1988 — Персональная выставка, кинотеатр «Зарядье», Москва
- 2002 — Выставка «Искусство против терроризма», Москва
- 2006 — Персональная ретроспективная юбилейная выставка, ДМИИ, Махачкала
- 2011 — Выставка к 90-летию образования ДАССР, ДМИИ им. П. С. Гамзатовой, Махачкала
- 2015 — Выставка «Дербент в изобразительном искусстве» в Нарын-Кале, Дербент
- 2015 — Выставка «Живопись и графика XIX—XX веков» в Галерее «Три Века», Москва
- 2016 — Выставка «Взгляд на сцену», Махачкала
- 2017 — Выставка «Художники театра и кино Дагестана», Москва
- 2018 — Выставка «Сценография Дагестана» в музее Адыгеи, Майкоп
- 2021 — Выставка «Вдохновлённые ковром» в Белгородском художественном музее, Белгород

## Награды и звания
- Почётное звание РСФСР — Заслуженный художник РСФСР
- Народный художник Республики Дагестан
- Орден «Знак Почёта» (04.05.1960)
- Орден Отечественной войны II степени
- Медаль «В ознаменование 100-летия со дня рождения Владимира Ильича Ленина»
- Юбилейная медаль «Тридцать лет Победы в Великой Отечественной войне 1941—1945 гг.»
- Юбилейная медаль «60 лет Победы в Великой Отечественной войне 1941—1945 гг.»
- Знак «25 лет победы в Великой Отечественной войне»
- Знак «За заслуги перед республикой» Дагестанская АССР
- Знак ЦК ВЛКСМ «За активное участие в охране природы»

## Память
- В 2006 году в Москве в школе № 514 создана художественная галерея им. С. М. Салаватова.
- В 2017 году в Махачкале памяти С. М. Салаватова установлена мемориальная плита.